# Slap Her... She's French
Slap Her… She's French (Brasil: Pode Bater que Ela É Francesa / Portugal: Chega-lhe… Ela É Francesa) é um filme de comédia, lançado na Alemanha em 7 de fevereiro de 2002, dirigido por Melanie Mayron.

## Sinopse
A estudante do ensino médio Starla Grady é a líder de torcida popular e rainha concurso da pequena cidade de Splendora, Texas. Ela hospeda uma estudante de intercâmbio estrangeiro, a francesa e orfã Genevieve Le Plouff. Depois de ganhar as afeições dos pais de Starla, amigos e namorado, Genevieve logo começa a assumir a vida de Starla.

## Elenco
- Jane McGregor – Starla Grady
- Piper Perabo – Genevieve Le Plouff
- Trent Ford – Ed Mitchell
- Julie White – Bootsie Grady
- Jesse James – Randolph Grady
- Matt Czuchry – Kyle Fuller
- Alexandra Adi – Ashley Lopez
- Brandon Smith – Arnie Grady
- Cristen Coppen – Doreen Gilmore
- Jerry Cotton – Sheriff Flinkman
- Katherine Cortez – Lurlene Haskell
- Kirk Sisco – News Contest Judge
- Mary Portser – Kimmy Sue Sprinkle
- Michael McKean – Monsieur Duke
- Nicki Aycox – Tanner Jennings